# The Game Awards 2021
The Game Awards 2021 foi a 8ª cerimônia de premiação anual do The Game Awards na qual homenageou os melhores jogos eletrônicos de 2021. O evento foi apresentado por Geoff Keighley e dirigido a um público convidado no Microsoft Theater, em Los Angeles, no dia 9 de dezembro de 2021. O pré-show foi apresentado por Sydnee Goodman. O evento foi transmitido ao vivo em mais de 40 plataformas digitais. Apresentou performances musicais de Imagine Dragons, JID, Darren Korb e Sting, além de apresentações de celebridades como Reggie Fils-Aimé, Keanu Reeves, Ben Schwartz e Ming-Na Wen. A Activision Blizzard foi excluída do evento, com exceção de seus jogos indicados, depois que a empresa foi processada pelo California Department of Fair Employment and Housing por alegações de assédio sexual e discriminação de funcionários em julho de 2021.
Deathloop liderou o número de indicações, com nove; venceu o prêmio de Melhor Direção de Jogo e Melhor Direção de Arte. Forza Horizon 5 e It Takes Two empataram como os jogos com mais vitórias, com três, com este último vencendo como Jogo do Ano. Marvel's Guardians of the Galaxy foi premiado como Melhor Narrativa, e Maggie Robertson venceu na categoria de Melhor Performance por seu papel como Lady Dimitrescu em Resident Evil Village. Vários novos jogos foram anunciados durante o evento, incluindo Alan Wake II, The Expanse: A Telltale Series e Sonic Frontiers, e a estreia dos primeiros trailers completos da série de televisão Halo e do filme Sonic the Hedgehog 2. O evento nomeou várias personalidades no prêmio Future Class, destinado a representar o futuro dos jogos eletrônicos. Quatro personalidades da mídia também foram nomeadas como Cidadãos Globais de Jogos por seu impacto na indústria. O evento teve mais de 85 milhões de transmissões ao vivo. Ele teve uma recepção mista das publicações da mídia, algumas das quais criticaram sua duração e seu maior foco em anúncios do que prêmios.

## Vencedores e indicados
Os indicados foram anunciados em 16 de novembro de 2021. Qualquer jogo lançado em ou antes de 19 de novembro de 2021 podiam ser elegíveis. Os indicados foram compilados por um júri composto por membros de mais de 100 meios de comunicação em todo o mundo. Os vencedores são determinados entre o voto do júri (90% de impacto nos resultados finais) e votos do público (10%); este último foi realizado no site oficial e em plataformas de redes sociais como Facebook, Twitter e Bilibili até 8 de dezembro. A exceção é a categoria "Voz dos Jogadores", totalmente nomeada e votada pelo público; o vencedor foi anunciado em 8 de dezembro após três rodadas de votação. Júris especializados decidem os nomeados e vencedores em categorias como acessibilidade e esportes eletrônicos. A votação para a categoria de Melhor Time de e-Sports também é realizada através do servidor do Discord do evento e por meio de mensagens diretas no Twitter.
O criador e produtor do evento Geoff Keighley notou que sua propriedade do evento o levou a ser acusado de desprezo nas indicações, apesar de não estar envolvido no processo de votação. Em relação aos potenciais vencedores, Keighley sentiu que seria "o tipo de prêmio para qualquer jogo este ano", mas que, como produtor do evento, ele costuma preferir cerimônias como The Game Awards 2018 com a rivalidade entre God of War e Red Dead Redemption 2. Ele observou que cerimônias futuras poderiam ter a adição de prêmios por adaptações e conteúdos gerados pelo usuário, mas sentiu que "simplesmente não há o suficiente ainda".

### Categorias
Títulos em negrito e listados em primeiro venceram nas respectivas categorias:

#### Jogos eletrônicos
| Jogo do Ano | Melhor Direção de Jogo |
| --- | --- |
| - It Takes Two – Hazelight Studios/Electronic Arts - Deathloop – Arkane Studios/Bethesda Softworks - Metroid Dread – MercurySteam/Nintendo - Psychonauts 2 – Double Fine/Xbox Game Studios - Ratchet & Clank: Rift Apart – Insomniac Games/Sony Interactive Entertainment - Resident Evil Village – Capcom | - Deathloop – Arkane Studios/Bethesda Softworks - It Takes Two – Hazelight Studios/Electronic Arts - Ratchet & Clank: Rift Apart – Insomniac Games/Sony Interactive Entertainment - Returnal – Housemarque/Sony Interactive Entertainment - Psychonauts 2 – Double Fine/Xbox Game Studios                                            |
| Melhor Narrativa | Melhor Direção de Arte |
| - Guardians of the Galaxy – Eidos-Montréal/Square Enix - Deathloop – Arkane Studios/Bethesda Softworks - It Takes Two – Hazelight Studios/Electronic Arts - Life Is Strange: True Colors – Deck Nine/Square Enix - Psychonauts 2 – Double Fine/Xbox Game Studios                                           | - Deathloop – Arkane Studios/Bethesda Softworks - Kena: Bridge of Spirits – Ember Lab - Psychonauts 2 – Double Fine/Xbox Game Studios - Ratchet & Clank: Rift Apart – Insomniac Games/Sony Interactive Entertainment - The Artful Escape – Beethoven & Dinosaur/Annapurna Interactive                                                |
| Melhor Trilha Sonora | Melhor Design de Áudio |
| - Nier Replicant ver 1.22474487139 – Keiichi Okabe - Cyberpunk 2077 – Marcin Przybylowicz e Piotr T. Adamczyk - Deathloop – Tom Salta - Marvel's Guardians of the Galaxy – Richard Jacques - The Artful Escape – Johnny Galvatron e Josh Abrahams                                                          | - Forza Horizon 5 – Playground Games/Xbox Game Studios - Deathloop – Arkane Studios/Bethesda Softworks - Ratchet & Clank: Rift Apart – Insomniac Games/Sony Interactive Entertainment - Resident Evil Village – Capcom - Returnal – Housemarque/Sony Interactive Entertainment                                                       |
| Melhor Performance | Jogo Mais Impactante |
| - Maggie Robertson como Lady Dimitrescu – Resident Evil Village - Erika Mori como Alex Chen – Life Is Strange: True Colors - Giancarlo Esposito como Antón Castillo – Far Cry 6 - Jason E. Kelley como Colt Vahn – Deathloop - Ozioama Akagha como Juliana Blake – Deathloop                               | - Life Is Strange: True Colors – Deck Nine/Square Enix - Before Your Eyes – GoodbyeWorld Games/Skybound Games - Boyfriend Dungeon – Kitfox Games - Chicory: A Colorful Tale – Greg Lobanov/Finji - No Longer Home – Humble Grove/Fellow Traveller                                                                                    |
| Melhor Jogo Contínuo | Melhor Jogo Independente |
| - Final Fantasy XIV Online – Square Enix - Apex Legends – Respawn Entertainment/Electronic Arts - Call of Duty: Warzone – Raven Software/Activision - Fortnite – Epic Games - Genshin Impact – miHoYo | - Kena: Bridge of Spirits – Ember Lab - 12 Minutes – Luís António/Annapurna Interactive - Death's Door – Acid Nerve/Devolver Digital - Inscryption – Daniel Mullins Games/Devolver Digital - Loop Hero – Four Quarters/Devolver Digital                                                                                              |
| Melhor Jogo Mobile | Melhor Suporte à Comunidade |
| - Genshin Impact – miHoYo - Fantasian – Mistwalker - League of Legends: Wild Rift – Riot Games - Marvel Future Revolution – Netmarble/Marvel Games - Pokémon Unite – TiMi Studio/The Pokémon Company | - Final Fantasy XIV Online – Square Enix - Apex Legends – Respawn Entertainment/Electronic Arts - Destiny 2: Beyond Light – Bungie - Fortnite – Epic Games - No Man's Sky – Hello Games |
| Melhor Jogo de VR/AR | Inovação em Acessibilidade |
| - Resident Evil 4 – Capcom - Hitman 3 – IO Interactive - I Expect You to Die 2 – Schell Games - Lone Echo II – Ready at Dawn/Oculus Studios - Sniper Elite VR – Rebellion Developments | - Forza Horizon 5 – Playground Games/Xbox Game Studios - Far Cry 6 – Ubisoft Toronto/Ubisoft - Guardians of the Galaxy – Eidos-Montreal/Square Enix - Ratchet & Clank: Rift Apart – Insomniac Games/Sony Interactive Entertainment - The Vale: Shadow of the Crown – Falling Squirrel                                                |
| Melhor Jogo de Ação | Melhor Jogo de Ação-aventura |
| - Returnal – Housemarque/Sony Interactive Entertainment - Back 4 Blood – Turtle Rock Studios/WB Games - Chivalry II – Torn Banner Studios/Tripwire Interactive - Deathloop – Arkane Studios/Bethesda Softworks - Far Cry 6 – Ubisoft Toronto/Ubisoft                                                       | - Metroid Dread – MercurySteam/Nintendo - Guardians of the Galaxy – Eidos-Montreal/Square Enix - Ratchet & Clank: Rift Apart – Insomniac Games/Sony Interactive Entertainment - Resident Evil Village – Capcom - Psychonauts 2 – Double Fine/Xbox Game Studios                                                                       |
| Melhor Jogo de RPG | Melhor Jogo de Luta |
| - Tales of Arise – Bandai Namco - Cyberpunk 2077 – CD Projekt RED - Monster Hunter Rise – Capcom - Scarlet Nexus – Bandai Namco - Shin Megami Tensei V – Atlus/Sega | - Guilty Gear Strive – Arc System Works - Demon Slayer: Kimetsu no Yaiba – The Hinokami Chronicles – CyberConnect2/Sega - Melty Blood: Type Lumina – French Bread/Delightworks - Nickelodeon All-Star Brawl – Ludosity/Fair Play Labs - Virtua Fighter 5: Ultimate Showdown – Sega                                                   |
| Melhor Jogo para Família | Melhor Jogo de Esporte/Corrida |
| - It Takes Two – Hazelight Studios/Electronic Arts - Mario Party Superstars – NDcube/Nintendo - New Pokémon Snap – Bandai Namco Studios/The Pokémon Company - Super Mario 3D World + Bowser's Fury – Nintendo - WarioWare: Get It Together! – Nintendo                                                     | - Forza Horizon 5 – Playground Games/Xbox Game Studios - F1 2021 – Codemasters/Electronic Arts - FIFA 21 – EA Sports - Hot Wheels Unleashed – Milestone - Riders Republic – Ubisoft |
| Melhor Jogo de Simulação/Estratégia | Melhor Jogo Multiplayer |
| - Age of Empires IV – Relic Entertainment/Xbox Game Studios - Evil Genius 2: World Domination – Rebellion Developments - Humankind – Amplitude Studios/Sega - Inscryption – Daniel Mullins Games/Devolver Digital - Microsoft Flight Simulator – Asobo Studio/Xbox Game Studios                            | - It Takes Two – Hazelight Studios/Electronic Arts - Back 4 Blood – Turtle Rock Studios/WB Games - Knockout City – Velan Studios/Electronic Arts - Monster Hunter Rise – Capcom - New World – Amazon Game Studios - Valheim – Iron Gate Studio/Coffee Stain Studios                                                                  |
| Melhor Estreia Independente | Jogo Mais Aguardado |
| - Kena: Bridge of Spirits – Ember Lab - Sable – Shedworks/Raw Fury - The Artful Escape – Beethoven & Dinosaur/Annapurna Interactive - The Forgotten City – Modern Storyteller/Dear Villager - Valheim – Iron Gate Studio/Coffee Stain Studios                                                              | - Elden Ring – FromSoftware/Bandai Namco Entertainment - God of War Ragnarök – Santa Monica Studio/Sony Interactive Entertainment - Horizon Forbidden West – Guerrilla Games/Sony Interactive Entertainment - Sequência de The Legend of Zelda: Breath of the Wild – Nintendo - Starfield – Bethesda Game Studios/Bethesda Softworks |
| Voz dos Jogadores | Cidadãos Globais de Jogos |
| - Halo Infinite – 343 Industries/Xbox Game Studios - Forza Horizon 5 – Playground Games/Xbox Game Studios - It Takes Two – Hazelight Studios/Electronic Arts - Metroid Dread – MercurySteam/Nintendo - Resident Evil Village – Capcom                                                                      | - The Drag Stream Community - Deere - Samira Close - Kahlief Adams (Spawn on Me) - Anisa Sanusi (Limit Break) |

#### E-Sports e criadores de conteúdo
| Melhor Jogo de eSports | Melhor Jogador de eSports |
| --- | --- |
| - League of Legends – Riot Games - Call of Duty - Activision - Counter-Strike: Global Offensive – Valve - Dota 2 – Valve - Valorant – Riot Games                             | - Oleksandr "s1mple" Kostyliev - Chris "Simp" Lehr - Heo "ShowMaker" Su - Magomed "Collapse" Khalilov - Tyson "TenZ" Ngo          |
| Melhor Time de eSports | Melhor Treinador de eSports |
| - Natus Vincere (Counter Strike: Global Offensive) - DAMWON KIA (League of Legends) - Atlanta Faze (Call of Duty) - Sentinels (Valorant) - Team Spirit (Dota 2)              | - Kim "kkOma" Jeong-gyun - Airat "Silent" Gaziev - Andrey "Engh" Sholokhov - Andrei "B1ad3" Horodenskyi - James "Crowder" Crowder |
| Melhor Evento de eSports | Criador de Conteúdo do Ano |
| - League of Legends World Championship 2021 - The International 10 - PGL Major Stockholm 2021 - PUBG Mobile Global Championship 2020 - VALORANT Champions Tour: Stage 2 2021 | - Dream - Leslie "Fuslie" Fu - Alexandre "Gaules" Borba - Ibai Llanos - David "TheGrefg" Cánovas                                  |

## Jogos com múltiplas indicações e prêmios

### Múltiplas indicações
Deathloop recebeu o maior número de indicações, com nove. Outros jogos com múltiplas nomeações incluem It Takes Two e Ratchet & Clank: Rift Apart com seis, e Psychonauts 2 e Resident Evil Village com cinco. A Xbox Game Studios lidera como a publicadora com mais indicações, com treze, seguida pela Sony Interactive Entertainment e Electronic Arts com onze, e Bethesda Softworks e Square Enix com dez.
| Indicações | Jogo                             |
| ---------- | -------------------------------- |
| 9          | Deathloop                        |
| 6          | It Takes Two                     |
| 6          | Ratchet & Clank: Rift Apart      |
| 5          | Psychonauts 2                    |
| 5          | Resident Evil Village            |
| 4          | Forza Horizon 5                  |
| 4          | Marvel's Guardians of the Galaxy |
| 3          | The Artful Escape                |
| 3          | Far Cry 6                        |
| 3          | Kena: Bridge of Spirits          |
| 3          | Life Is Strange: True Colors     |
| 3          | Metroid Dread                    |
| 3          | Returnal                         |
| 2          | Apex Legends                     |
| 2          | Back 4 Blood                     |
| 2          | Cyberpunk 2077                   |
| 2          | Final Fantasy XIV                |
| 2          | Fortnite                         |
| 2          | Genshin Impact                   |
| 2          | Inscryption                      |
| 2          | Monster Hunter Rise              |
| 2          | Valheim                          |

| Indicações | Publicadoras                   |
| ---------- | ------------------------------ |
| 13         | Xbox Game Studios              |
| 11         | Sony Interactive Entertainment |
| 11         | Electronic Arts                |
| 10         | Bethesda Softworks             |
| 10         | Square Enix                    |
| 8          | Capcom                         |
| 7          | Nintendo                       |
| 4          | Annapurna Interactive          |
| 4          | Devolver Digital               |
| 4          | Sega                           |
| 4          | Ubisoft                        |
| 3          | Bandai Namco                   |
| 3          | Ember Lab                      |
| 3          | Riot Games                     |
| 2          | Activision                     |
| 2          | CD Projekt                     |
| 2          | Coffee Stain Studios           |
| 2          | Epic Games                     |
| 2          | miHoYo                         |
| 2          | The Pokémon Company            |
| 2          | Valve                          |
| 2          | WB Games                       |

### Múltiplos prêmios
Forza Horizon 5 e It Takes Two lideraram o evento com três vitórias cada, seguidos por Deathloop, Final Fantasy XIV e Kena: Bridge of Spirits com dois prêmios cada. A Square Enix e Xbox Game Studios venceram um total de cinco prêmios cada, enquanto que a Electronic Arts venceu três.
| Prêmios | Jogo                    |
| ------- | ----------------------- |
| 3       | Forza Horizon 5         |
| 3       | It Takes Two            |
| 2       | Deathloop               |
| 2       | Final Fantasy XIV       |
| 2       | Kena: Bridge of Spirits |

| Prêmios | Publicadora        |
| ------- | ------------------ |
| 5       | Square Enix        |
| 5       | Xbox Game Studios  |
| 3       | Electronic Arts    |
| 2       | Bandai Namco       |
| 2       | Bethesda Softworks |
| 2       | Ember Lab          |

## Apresentadores e performances musicais

### Apresentadores
As seguintes personalidades, listadas em ordem de aparição, apresentaram categorias de prêmios ou apresentações de trailers. Todos os outros prêmios foram apresentados por Keighley ou Sydnee Goodman.
| Nome               | Função                                                                         |
| ------------------ | ------------------------------------------------------------------------------ |
| Giancarlo Esposito | Apresentou a categoria de Melhor Jogo Independente                             |
| Laura Bailey       | Apresentaram a categoria de Melhor Performance                                 |
| Ashley Johnson     | Apresentaram a categoria de Melhor Performance                                 |
| Sam Lake           | Apresentou o trailer de anúncio de Alan Wake II                                |
| Ben Schwartz       | Apresentou o trailer do filme Sonic the Hedgehog 2                             |
| Simu Liu           | Apresentou a categoria de Melhor Jogo de Ação                                  |
| Aaryn Flynn        | Apresentou o trailer de anúncio de Nightingale                                 |
| Hideo Kojima       | Apresentou o trailer do filme Nightmare Alley                                  |
| Guillermo del Toro | Apresentou a categoria de Melhor Direção de Arte                               |
| Aerial Powers      | Apresentou a categoria de Melhor Jogo Mobile                                   |
| Ming-Na Wen        | Apresentou a categoria de Melhor Narrativa                                     |
| Debra Wilson       | Apresentou o trailer de jogabilidade de Suicide Squad: Kill the Justice League |
| Ella Balinska      | Apresentaram o trailer de Forspoken                                            |
| Pollyanna McIntosh | Apresentaram o trailer de Forspoken                                            |
| Clive Standen      | Apresentaram o trailer de anúncio de Warhammer 40,000: Space Marine 2          |
| Tim Willits        | Apresentaram o trailer de anúncio de Warhammer 40,000: Space Marine 2          |
| Paul George        | Apresentou a categoria de Melhor Jogo de Ação-aventura                         |
| Will Arnett        | Apresentaram o trailer de Tiny Tina's Wonderlands                              |
| Ashly Burch        | Apresentaram o trailer de Tiny Tina's Wonderlands                              |
| Reggie Fils-Aimé   | Apresentou a categoria de Melhor Jogo Contínuo                                 |
| Morgan Baker       | Apresentaram a categoria de Inovação em Acessibilidade                         |
| Jacksepticeye      | Apresentaram a categoria de Inovação em Acessibilidade                         |
| Simon Viklund      | Apresentou o trailer de lançamento de GTFO                                     |
| Donald Mustard     | Apresentou a categoria de Melhor Direção de Jogo                               |
| Carrie-Anne Moss   | Apresentaram o trailer de revelação de The Matrix Awakens                      |
| Keanu Reeves       | Apresentaram o trailer de revelação de The Matrix Awakens                      |
| Neil Druckmann     | Apresentou a categoria de Jogo do Ano                                          |

### Performances
Os seguintes artistas ou grupos executaram números musicais. Todas as apresentações foram auxiliadas pela The Game Awards Orchestra.
| Nome                      | Canção                               | Jogo(s) ou série de TV             |
| ------------------------- | ------------------------------------ | ---------------------------------- |
| Sting                     | "What Could Have Been"               | Arcane                             |
| Julie Elven               | "Promise of the West"                | Horizon Forbidden West             |
| The Game Awards Orchestra | "The Delicious Last Course Overture" | Cuphead: The Delicious Last Course |
| Luena                     | "ROCKSTAR"                           | DokeV                              |
| Ashley Barrett            | "Build That Wall (Zia's Theme)"      | Bastion                            |
| Darren Korb               | "Build That Wall (Zia's Theme)"      | Bastion                            |
| Imagine Dragons           | "Enemy"                              | Arcane                             |
| JID                       | "Enemy"                              | Arcane                             |
| The Game Awards Orchestra | Medley de Jogo do Ano                | Deathloop                          |
| The Game Awards Orchestra | Medley de Jogo do Ano                | It Takes Two                       |
| The Game Awards Orchestra | Medley de Jogo do Ano                | Metroid Dread                      |
| The Game Awards Orchestra | Medley de Jogo do Ano                | Psychonauts 2                      |
| The Game Awards Orchestra | Medley de Jogo do Ano                | Ratchet & Clank: Rift Apart        |
| The Game Awards Orchestra | Medley de Jogo do Ano                | Resident Evil Village              |

## Informações da cerimônia

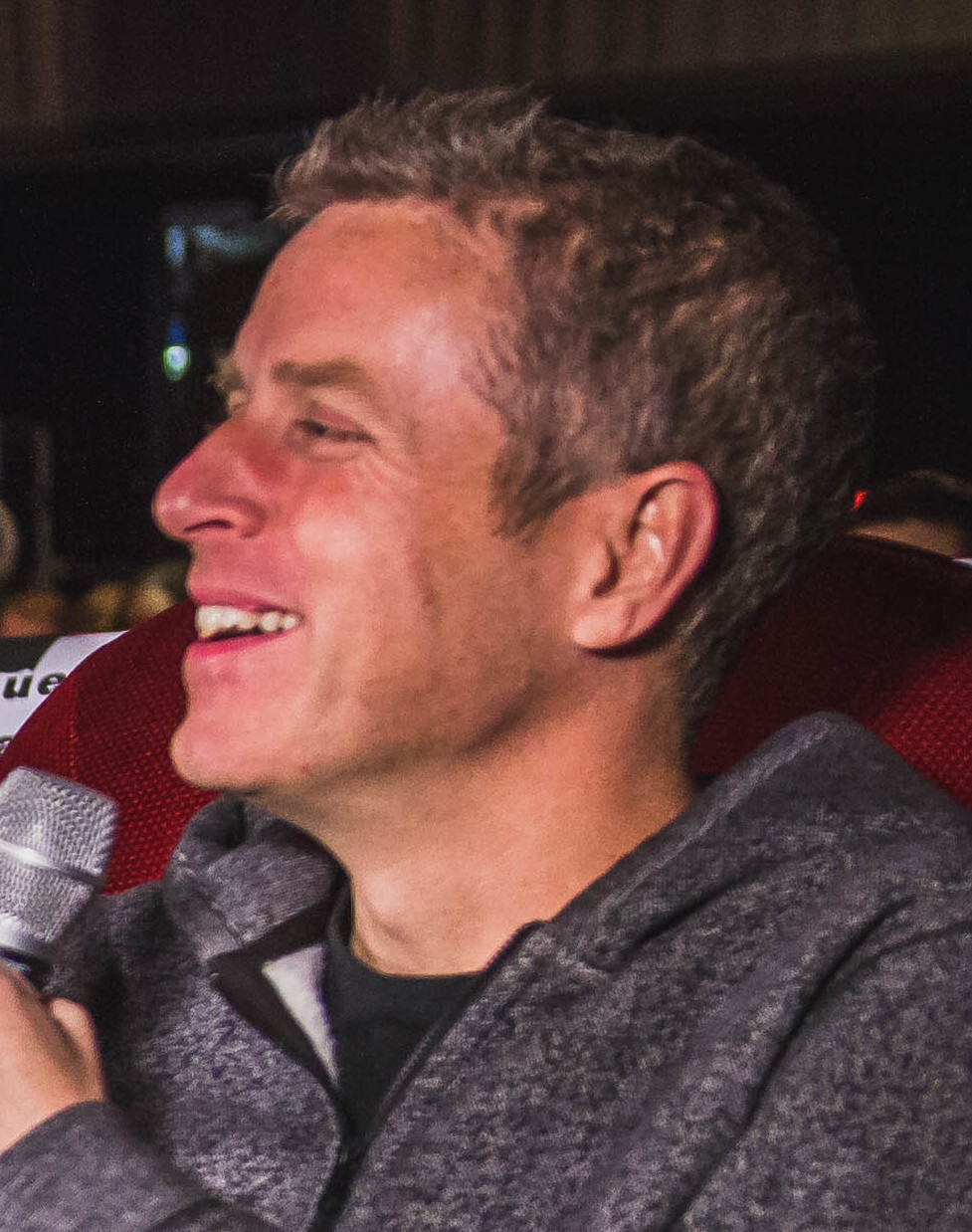
O criador e produtor do evento Geoff Keighley.

Assim como nas edições anteriores do The Game Awards, o evento foi apresentado e produzido pelo jornalista canadense Geoff Keighley; o pré-show foi apresentado por Sydnee Goodman. Após o sucesso do The Game Awards 2020 — que foi transmitido virtualmente devido à pandemia de COVID-19 — Keighley recebeu sugestões para seguir o mesmo formato; por volta de meados de 2021, ele decidiu que a cerimônia voltaria para um evento presencial no Microsoft Theater em Los Angeles já que ele "realmente sentia falta da energia das pessoas aceitando seus prêmios ao vivo e das reações". Vários protocolos de segurança foram implementados, incluindo redução do público presencial pela metade, vacinação obrigatória e uso de máscaras faciais; planos de contingência também foram estabelecidos em caso de variantes inesperadas da COVID-19 ou outros problemas. Keighley observou que estava ansioso para voltar ao evento presencial, afirmando que foi a primeira vez em dois anos que a indústria conseguiu se reunir.
O evento foi produzido executivamente por Keighley e Kimmie Kim, com LeRoy Bennett servindo como diretor criativo e Richard Preuss como diretor. The Game Awards fez parceria com o Spotify para produzir um podcast de quatro episódios intitulado Inside the Game Awards, no qual Keighley fala aos convidados sobre o evento, seus indicados e as apresentações musicais; o primeiro episódio foi lançado em 22 de novembro de 2021. The Game Awards foi a segunda cerimônia a apresentar o Future Class, uma lista de indivíduos de toda a indústria de jogos eletrônicos que melhor representam o futuro dos jogos; os induzidos incluíram profissionais da indústria, como o produtor de Capybara Games Farah Coculuzzi, a gerente de marketing social do Xbox Hailey Geller, a editora-chefe da Gayming Magazine, Aimee Hart, a ativista pelos direitos das pessoas com deficiência Amy Kavanagh e o diretor narrativo da Deck Nine Games, Felice Kuan. A apresentação foi ao ar em 9 de dezembro de 2021, transmitida ao vivo em mais de 40 plataformas on-line. O evento fez parceria com a Nodwin Gaming para distribuição na Índia, onde foi transmitido em plataformas como Disney+, Jio TV, MTV Índia, MX Player e Voot.
Keighley disse que estava reavaliando o relacionamento do evento com a Activision Blizzard depois que a empresa foi processada pelo California Department of Fair Employment and Housing por acusações de assédio sexual e discriminação de funcionários em julho de 2021, acrescentando que queria que o evento apoiasse funcionários e desenvolvedores sem diminuir as realizações individuais; Ethan Gach, da Kotaku, caracterizou a declaração de Keighley como uma recusa em "tomar partido", e observou que o conselho consultivo do evento incluía o presidente da Activision, Rob Kostich. Após algumas críticas, Keighley afirmou que a Activision Blizzard não faria parte da cerimônia com exceção de seus jogos nomeados, e escreveu que o evento estava comprometido em "trabalhar juntos para construir um ambiente melhor e mais inclusivo". Antes da cerimônia, alguns funcionários e apoiadores da Activision Blizzard ficaram do lado de fora do Microsoft Theater em protesto contra a recente demissão de cerca de 20 funcionários da empresa subsidiária Raven Software. No início do evento, Keighley denunciou o abuso na indústria; Gach, da Kotaku, criticou a declaração de Keighley, observando que ele não se referiu à Activision Blizzard pelo nome e que sua declaração falhou em "expandir significativamente" seus compromissos prometidos.

### Anúncios
De acordo com Keighley, o evento apresentaria cerca de 50 jogos, com novos anúncios "provavelmente na casa dos dois dígitos"; ele disse mais tarde que haveria seis revelações principais e vários trailers de filmes. Ele disse que foi um ano muito agitado para lançamentos de anúncios, observando que a popularidade e acessibilidade do evento fizeram com que mais desenvolvedoras e publicadoras buscassem envolvimento nele. Keighley afirmou que alguns estúdios têm pedidos específicos para a colocação de seus anúncios dentro do evento, mas que ele normalmente decide cerca de um mês antes de permitir todas as inscrições. Ele sentiu que alguns dos anúncios de jogos estavam tirando proveito da nova geração de consoles pela primeira vez. Keighley também observou que o evento tentaria incluir mídias relacionadas, incluindo séries de televisão e filmes como The Cuphead Show!, The Witcher e Uncharted; os primeiros trailers completos da série de televisão Halo e do filme Sonic the Hedgehog 2 estrearam durante o evento.
Anúncios sobre jogos lançados e futuros foram feitos para A Plague Tale: Requiem, Babylon's Fall, Chivalry II, Cuphead: The Delicious Last Course, Destiny 2: The Witch Queen, Evil West, Fall Guys, Final Fantasy VII Remake Intergrade, Forspoken, Genshin Impact, Homeworld 3, Horizon Forbidden West, The King of Fighters XV, Lost Ark, The Matrix Awakens, Monster Hunter Rise, Senua's Saga: Hellblade II, Somerville, Suicide Squad: Kill the Justice League, Tchia, Tunic e Warhammer: Vermintide 2. Novos jogos anunciados durante a cerimônia incluíram:
- Alan Wake II
- Among Us VR
- Arc Raiders
- Dune: Spice Wars
- The Expanse: A Telltale Series
- Have a Nice Death
- Persona 4 Arena Ultimax
- Planet of Lana
- Nightingale
- Rumbleverse
- Slitterhead
- Sonic Frontiers
- Star Trek: Resurgence
- Star Wars Eclipse
- The Texas Chainsaw Massacre
- Thirsty Suitors
- Warhammer 40,000: Space Marine 2
- Wonder Woman

## Recepção
Alguns jornalistas sentiram que Forza Horizon 5 e Returnal foram desprezados nas indicações para a categoria de Jogo do Ano da premiação. Matthew Byrd, do Den of Geek, criticou a ausência de nomeações para The Forgotten City em Melhor Narrativa, Hitman 3 em Melhor Jogo de Ação-aventura e Unpacking em Melhor Jogo Independente, e considerou que a indicação de Cyberpunk 2077 para Melhor Jogo de RPG e Far Cry 6 para Melhor Jogo de Ação não foram merecidos. Josh Coulson, do TheGamer, sentiu que The Forgotten City, Lost Judgment e MLB The Show 21 não foram reconhecidos, e que Keanu Reeves merecia uma indicação por seu papel como Johnny Silverhand em Cyberpunk 2077. Rachel Kaser, do VentureBeat, elogiou a diversidade dos indicados para Melhor Performance.
O evento teve uma recepção mista das publicações da mídia. Liam Croft, da Push Square, gostou dos novos anúncios, observando que eles continuam melhorando a cada ano. Steffan Powell, da BBC, considerou o anúncio da Wonder Woman a maior surpresa. Dean Takahashi, da VentureBeat, também elogiou os anúncios, descrevendo The Matrix Awakens como "uma das demos mais inspiradoras do evento", e sentiu que os vencedores foram bem merecidos e focados em "inovação e jogabilidade em relação às marcas"; ele observou que, com apresentadores e performances como Reeves, Liu, Sting e Imagine Dragons, o evento provou ser o grande sucesso da indústria de jogos eletrônicos. Kellen Browning, do The New York Times, chamou a cerimônia de "uma espécie de volta da vitória para a comunidade de jogos eletrônicos", identificando seu cruzamento com outros meios de entretenimento.
O jornalista Jason Schreier, da Bloomberg News, descreveu o evento como "uma experiência exaustiva" após a cerimônia virtual de 2020, e ouviu membros da audiência reclamando sobre a "enxurrada ininterrupta de trailers" e a duração do evento. Escrevendo para o The Washington Post, Nathan Grayson afirmou que o público em pessoa parou de prestar atenção no final da cerimônia, e Shannon Liao disse que alguns estavam deixando o local pelo menos dez minutos antes do encerramento; Grayson descreveu alguns dos discursos dos apresentadores como "brincalhões, enlatados" e sentiu que o evento estava perdendo "momentos inesperados ao vivo que capturam a atenção de todos" de cerimônias anteriores. Wesley Yin-Poole, da Eurogamer, ecoou o último sentimento, e escreveu que "a parte dos prêmios do The Game Awards pareceu apressada". Todd Marten, do Los Angeles Times, também sentiu que a cerimônia gastava mais tempo com anúncios do que com prêmios e criticou a falta de ativismo em comparação com a reação de outras cerimônias de premiação, como o Óscar e o Globo de Ouro; ele gostou da prévia da série de televisão Halo e das performances de Imagine Dragons e Sting, mas criticou o discurso de aceitação de Metroid Dread de Doug Bowser como "pontos de discussão de marketing para apertar o botão da soneca".
Após a transmissão da cerimônia, Keighley suspeitou que ela atraiu mais espectadores do que os 83 milhões de 2020, embora as estatísticas preliminares não estivessem disponíveis naquele momento. Mais de 85 milhões de transmissões ao vivo foram feitas para ver a cerimônia, a maior na história do evento.